# Det grymma svärdet
Det grymma svärdet är en amerikansk fantasyfilm inom genren svärd och trolldom från 1982.
Filmen är inspelad i Bronson Canyon, Los Angeles. Den hade premiär i USA i april 1982. Den svenska premiären var den 22 oktober 1982 och filmen är tillåten från 15 år. Filmen var totalförbjuden i Norge till 2003.

## Rollista (urval)
- Lee Horsley - Prins Talon
- Kathleen Beller - Prinsessan Alana
- Simon MacCorkindale - Prins Mikah